# Disturbios de Palestina de 1929
Los Disturbios Palestinos de 1929 (también conocidos como la Sublevación del Muro de las Lamentaciones o Sublevación de Buraq) hacen referencia a la serie de manifestaciones y disturbios acaecidos a finales de agosto de 1929 cuando una prolongada disputa entre musulmanes y judíos por el acceso al Muro de las Lamentaciones en Jerusalén desembocó en actos violentos. Durante la semana de disturbios, por lo menos 116 árabes y 133 judíos fueron asesinados y 339 heridos.
El muftí ordenó abrir el extremo sur del callejón que cruzaba el Muro. El antiguo callejón sin salida se convirtió en un paso que iba desde el Monte del Templo hasta dentro del área de oración del Muro. Las mulas pasaban por esa calle estrecha, a menudo tirando excrementos. Esto, junto con otros proyectos de construcción en la zona, y el acceso restringido al Muro, provocó la protesta de los judíos ante los británicos que permanecieron indiferentes.
El 14 de agosto de 1929, después de los ataques a judíos que rezaban en el Muro, 6000 judíos se manifestaron en Tel Aviv gritando "El Muro es nuestro". Al día siguiente, día de ayuno para los judíos, 300 jóvenes izaron la bandera y cantaron el himno sionista frente al Muro. Un día después, el 16 de agosto, una multitud organizada de 2000 musulmanes bajó al Muro de las Lamentaciones destrozando objetos litúrgicos, quemando libros de oración y notas de súplica. La revuelta se extendió a la zona comercial judía y provocó pocos días más tarde las infames Matanza de Hebrón y Safed.